# 小野於通
小野於通（生卒年不詳）是安土桃山時代至江戶時代初期女性。被誤傳為淨瑠璃始祖『十二段草子』的作者，許多不明處的人物。在史料中記載名字是阿通、於通。
在詩歌、琴、書畫等才藝方面相當優秀的才女，但是出身和經歷有諸多説法。出生年份應該是永祿10年（1568年），但是逝世年份有寬永8年（1631年）或元和2年（1616年）的説法。

## 生平
根據『大日本史料』記載是美濃國的地侍小野正秀的女兒，仕於淺井茶茶。亦有說法指是美作國津山城東押入下村的岸本彦兵衛的女兒（『東作誌』、柳田國男所著），向九條稙通學習和歌並仕於織田信長、豐臣秀吉、秀吉夫人，成為豐臣秀次的家臣鹽川志摩守的妻子，在誕下一女後離別，仕於東福門院和新上東門院（田口鼎軒所著），生平有著許多種說法。在與真田氏有關的廣德寺有她的墳墓。
女兒宗鑑尼是信濃國松代藩第2代藩主真田信政的側室，誕下長男信就。

## 人物
向寬永之三筆之一的近衛信尹學習書法，成為當時代表性的女性書法家並被稱為「於通流」（お通流）。在『醍醐花見短籍』和『歌仙手鑑』中留名，還有「柿本人丸畫像」和「達磨圖」等自畫賛流傳。
被當作淨瑠璃起源的『十二段草子』（別稱『淨瑠璃物語』）的作者，但是淨瑠璃在於通出生前的15世紀中期已經出現，作者一説已經被否定。不過可能是『十二段草子』中編15本曲節的改編者，這個説法比較有力，但是經過多數人手上的「語物」（日文傳統藝能的一種），作者和改編者都不太可能被確定是誰。近代初期，新興的淨瑠璃變成低級的東西，於是創作者就被說成是當時的當權者親近的才媛（昭和時代的『國史大辭典』（室木彌太郎執筆））。

## 登場作品
小說
- 『真田太平記』（作者：池波正太郎）

電視劇
- （NHK大河劇 1985～86年 演員：竹下景子）
- 『真田丸』（NHK大河劇 2016年 演員：八木亚希子）

漫畫
- （作者：竹內健（日语：竹内けん））
- （作者：大和和紀 BE LOVE（講談社） 2010年8月－）

遊戲
- 在戰國無雙2被當做護衛武將使用